# Mishima, una vida en cuatro capítulos
Mishima, una vida en cuatro capítulos es una película biográfica estadounidense de 1985, escrita y dirigida por Paul Schrader que trata sobre el escritor japonés Yukio Mishima.
En una entrevista realizada por Antonio Weinrichter, Paul Schrader dice que en Japón hubo amenazas de muerte a los exhibidores. A mediados de 2009 se estaba intentando lanzar en Japón una versión en CD íntegramente en japonés.

## Trama
La película trata sobre la vida y obra (o sobre la obra y vida, si nos atenemos al metraje) del famoso escritor japonés Yukio Mishima. Se alternan tres tramas distintas dentro de la misma película. La más realista narra el último día de la vida del escritor. Los primeros años del escritor, empezando desde su infancia, se narran en blanco y negro, y su obra literaria se pone en escena con decorados y maneras inequívocamente teatrales. Sobre las tres historias que se cuentan en paralelo a la vida de Mishima son sobre tres de sus más de cuarenta novelas: La casa de Kyoko de 1959, El pabellón de oro de 1956 y Caballos desbocados de 1969. Durante los primeros años del escritor, se oyen ocasionalmente los pensamientos del propio Mishima en inglés (con la voz de Roy Scheider), mientras que todas las demás voces, incluyendo la del propio Mishima cuando no es narrador, están en japonés. La película es marcadamente literaria y expositiva.[cita requerida]

## Reparto
| 25 de noviembre de 1970 - Ken Ogata - Yukio Mishima - Masayuki Shionoya - Masakatsu Morita - Junkichi Orimoto - Gral. Mashita - Hiroshi Mikami - Cadete #1 - Junya Fukuda - Cadete #2 - Shigeto Tachihara - Cadete #3 Flashback - Naoko Otani - Shizue Hiraoka - Haruko Kato - Natsuko Hiraoka - Yuki Kitazume - Amiga bailarina - Kyûzô Kobayashi - Amigo literario - Alan Mark Poul - Reportero estadounidense - Roy Scheider - Narrador (voz) El templo de pabellón dorado - Yasosuke Bando - Mizoguchi - Kōichi Satō - Kashiwagi - Hisako Manda - Mariko - Chishū Ryū - Monje - Naomi Oki - Muchacha #1 - Miki Takakura - Muchacha #2 | La casa de Kyoko - Kenji Sawada - Osamu - Reisen Lee - Kiyomi - Setsuko Karasuma - Mitsuko - Sachiko Hidari - Madre de Osamu - Tadanori Yokoo - Natsuo - Yasuaki Kurata - Takei Caballos desbocados - Toshiyuki Nagashima - Isao - Hiroshi Katsuno - Teniente Hori - Jun Negami - Kurahara - Hiroki Ida - Izutsu - Naoya Makoto - Instructor de Kendo - Ryō Ikebe - Interrogador |

## Producción
Aunque Mishima solo visualiza tres de las novelas del escritor por su nombre, la película también utiliza segmentos de su novela autobiográfica Confesiones de una máscara. Al menos dos escenas, una que muestra al joven Mishima excitado por un cuadro del mártir cristiano Sebastián, y otra donde un joven Mishima exagera su enfermedad en una revisión médica del ejército, aparecen en este libro.
La viuda de Mishima negó el uso de otra novela de Mishima, Forbidden Colors, que describe el matrimonio de un hombre homosexual con una mujer. Como Schrader quería visualizar un libro que ilustrara el narcisismo y la ambigüedad sexual de Mishima, eligió la novela Kyoko's House (que había traducido exclusivamente para él) en su lugar. Kyoko's House contiene cuatro historias de igual clasificación, con cuatro protagonistas diferentes, pero Schrader eligió solo la que consideró relevante.
Mishima usó varias paletas de colores para diferenciar entre la historia del cuadro, los flashbacks y las escenas de las novelas de Mishima: las escenas ambientadas en 1970 fueron filmadas en colores naturalistas, los flashbacks en blanco y negro, el episodio Templo del Pabellón Dorado está dominado por dorado y verde, Casa de Kyoko por rosa y gris, y Caballos desbocados por naranja y negro.
Roy Scheider fue el narrador en la versión original de la película y en el primer lanzamiento en VHS. En el lanzamiento del DVD de 2001, la voz en off de Scheider fue sustituida por una narración de un actor sin acreditar. El relanzamiento en DVD de 2008 contiene tanto la narración alternativa como la de Scheider (más la de Ken Ogata para la versión japonesa). En el audiocomentario, Schrader explicó que se trataba de un error de fabricación en 2001 y que la voz pertenecía al fotógrafo Paul Jasmin.
La película se cierra con el suicidio de Mishima (que en realidad tardó más de lo que dicta el ritual seppuku). Su confidente Morita, incapaz de decapitar a Mishima, tampoco se suicidó según el ritual. Un tercer miembro del grupo decapitó a ambos, y a continuación los conspiradores se rindieron sin resistencia. Roger Ebert aprobó la decisión de Schrader de mostrar el suicidio con sangrientos detalles, que pensó que habrían destruido el estado de ánimo de la película.
La película se retiró del Festival Internacional de Cine de Tokio y nunca se estrenó oficialmente en Japón, principalmente debido al boicot ejercido por la viuda de Mishima y las amenazas de Uyoku dantai (unos grupos de ultraderecha japonesa) opuestos a la representación de Mishima como homosexual. El papel principal estaba destinado originalmente a Ken Takakura, quien de hecho le propuso esto a Paul Schrader, pero tuvo que retirarse debido a la presión de dichos grupos. Pese a su censura en Japón, para 1987 ya se estaban distribuyendo copias piratas de la película en VHS.
En una entrevista con Kevin Jackson, Schrader comentó sobre el hecho de que su película aún no se haya mostrado en Japón: "[Mishima] es demasiado escándalo. Cuando Mishima murió, la gente decía: “Danos quince años y te diremos lo que pensamos de él”, pero han pasado más de quince años y todavía no sé qué decir. Mishima se ha convertido en un no sujeto."
Schrader considera a Mishima la mejor película que ha dirigido: "La que yo destacaría, como guionista es Taxi Driver, pero como director, Mishima.

## Recepción

### Respuesta crítica
En la página web Rotten Tomatoes, Mishima posee una aprobación del 89% de los críticos y una calificación promedio de 7,5/10 basada en 27 reseñas. El consenso crítico afirma: "La obra maestra de dirección de Paul Schrader es un retrato clásico e imaginativo, enriquecido por una increíble música y una cinematografía impresionante." En su guía de cine, Leonard Maltin calificó la película como un "drama ambicioso y muy estilizado", y luego agregó que es "largo, difícil, no siempre exitoso, pero fascinante". En 2007, Roger Ebert agregó la película a su lista de «Grandes películas», calificándola de "triunfo de la escritura y construcción concisas". La estructura no convencional de la película [...] se desarrolla con perfecta claridad, la lógica se revela a sí misma."
Chris Peachment de Time Out dijo: "Schrader pudo haber logrado finalmente la transfiguración violenta que busca junto con sus protagonistas; la película tiene toda la nitidez y belleza ritual de esa espada final. No hay nada como eso."

### Premios
La película se estrenó en el Festival Internacional de Cine de Cannes de 1985, donde ganó el premio a la "Mejor contribución artística" por el director de fotografía John Bailey, el diseñador de producción  Eiko Ishioka y el compositor de música Philip Glass.

### Festival de Cannes
| Año  | Categoría                    | Receptor      | Resultado |
| ---- | ---------------------------- | ------------- | --------- |
| 1985 | Mejor contribución artística | Paul Schrader | Ganador   |
| 1985 | Palma de Oro                 | Paul Schrader | Nominado  |